# Eschiva van Sint-Omaars
Eschiva van Sint-Omaars ook wel Eschiva II van Tiberias (? - 1265) was (titulair) vorstin van Galilea vanaf 1219 tot haar dood.
Ze was een dochter van Rudolf van Sint-Omaars en Agnes Grenier, een dochter van Reginald van Sidon. Het vorstendom was al sinds 1187 ingenomen door de Ajjoebiden, waardoor ze alleen maar de titel erfde van haar vader in 1219. Ze huwde met Odo van Montbeliard (ook wel Odo de Montfaucon), een gouverneur uit Jeruzalem. Ze kreeg met hem een dochter, Simone van Montbeliard, die huwde met Filips van Ibelin, een zoon van de graven van Jaffa.
Dankzij een kleine kruistocht van Theobald IV van Champagne in 1239, krijgt Eschiva vreedzaam haar grondgebied terug van de atabeg van Damascus in 1240. Het vorstendom blijft nu in bezit tussen 1240 en 1247, maar in 1244 wordt de stad Tiberias geplunderd en in 1247 wordt het grondgebied opnieuw veroverd door de Ajjoebiden. Eschiva overleed na 1265.